# Municipio de Gascoyne
El municipio de Gascoyne (en inglés: Gascoyne Township) es un municipio ubicado en el condado de Bowman en el estado estadounidense de Dakota del Norte. En el año 2010 tenía una población de 13 habitantes y una densidad poblacional de 0,14 personas por km².

## Geografía
El municipio de Gascoyne se encuentra ubicado en las coordenadas 46°3′40″N 103°2′51″O / 46.06111, -103.04750. Según la Oficina del Censo de los Estados Unidos, el municipio tiene una superficie total de 92.04 km², de la cual 91,89 km² corresponden a tierra firme y (0,16 %) 0,15 km² es agua.

## Demografía
Según el censo de 2010, había 13 personas residiendo en el municipio de Gascoyne. La densidad de población era de 0,14 hab./km². De los 13 habitantes, el municipio de Gascoyne estaba compuesto por el 100 % blancos. Del total de la población el 7,69 % eran hispanos o latinos de cualquier raza.